# M4 – WAC-47
M4 — WAC-47 — українська штурмова гвинтівка, побудована на платформі M4/AR-15. Карабін має модульну конструкцію, має можливість зміни калібрів, як під американський набій 5,56×45 мм НАТО, так і під радянський 7,62×39 мм, шляхом заміни верхньої частини карабіну. Може стати повноцінною збройовою системою відповідно до стандартів НАТО.
Вироблятиметься підприємствами держконцерну «Укроборонпром» у кооперації з американською компанією Aeroscraft.

## Історія

### Передумови
Причинами для налагодження виробництва нових зразків зброї були названі проблеми забезпечення українських військових у складі міжнародних бригад, міжнародних миротворчих місій, міжнародних навчань. Наприклад, у Литовсько-Польсько-Українській бригаді польські бійці використовують штурмову гвинтівку Beryl калібром 5,56×45 мм, у той час, коли українські бійці — автомат АКМ або АКМС калібром 7,62×39 мм. З аналогічними проблемами зіткнулись українські сапери в Афганістані під час участі у місії ISAF. Для вирішення проблеми з різними стандартами зброї українські війська були вимушені використовувати німецькі штурмові гвинтівки Heckler & Koch G36, які передали литовські бійці.
WAC-47 може «працювати» з калібром 7,62×39 або 5,45×39, які перебувають на озброєнні української армії. А за потреби, завдяки модульній конструкції, цю штурмову гвинтівку можливо переоснастити під використання набою 5,56×45 НАТО, який, у відповідності до стандарту STANAG 4172, використовується в усіх штурмових гвинтівках Альянсу. Із впровадженням подібної зброї стає можливим зробити «плавний» та більш економічно ефективний перехід України до нового для української армії калібру. Це дозволить ефективно використати запаси наявних боєприпасів, уникнути проблем із розподілом та логістикою нових набоїв та мінімізувати ризики.

### Перша демонстрація
Вперше була презентована 5 жовтня 2017 року на полігоні Національної Гвардії України у Нових Петрівцях Київської області в присутності представників РНБО, ДП «Укроборонсервіс», Aeroscraft та Генерального директора ДК «Укроборонпром» Романа Романова. Державне підприємство «Укроборонсервіс», що входить до складу ДК «Укроборонпром» спільно з американською компанією «Aeroscraft» вироблятимуть модифікацію M4 WAC47 під набій 7,62×39 мм та сумісну з магазинами автоматів АК-47. Такі домовленості є результатом підписаного 3 січня 2017 року Меморандуму про співпрацю між двома компаніям.
Українські бійці будуть отримувати нову штурмову гвинтівку поступово. У відповідності до плану, перша партія модифікації WAC-47 поступить у дослідну експлуатацію у бойові підрозділи української армії, під час якої буде проходити збір всієї інформації щодо застосування штурмової гвинтівки безпосередньо у польових умовах. Збір відгуків від українських бійців дозволить внести необхідні зміни перед початком масового виробництва.

## Опис
Завдяки модульній конструкції існує можливість встановлення різних за довжиною стволів у відповідності до потреб: 10.5", 11.5", 14.5", 18" або 24". Що дозволяє варіювати зброю у відповідності до індивідуальних завдань бійця. Наприклад, піхотний снайпер може використовувати довгий 24-дюймовий ствол, який забезпечує ведення ефективного прицільного вогню на 600 метрів, у той час, коли короткий у 10,5-дюймів ствол краще відповідає потребам індивідуальної компактної автоматичної вогнепальної зброї.
У поєднанні з кріпленнями типу RIS, які призначені для швидкого встановлення коліматорних або оптичних прицілів, приладів нічного бачення або тепловізорів, підствольних гранатометів, лазерного цілевказівника, не кажучи вже про тактичні ручки або ліхтарі, дозволять реалізувати весь потенціал бійця на полі бою.
Використання модульного підходу дозволяє адаптувати WAC-47 під різноманітні калібри: 5,45×39, 7,62×39, 5,56×45 NATO, новітні типи боєприпасів .458 SOCOM (надпотужний та важкий набій з дозвуковою кулею)  та 6.8mm Remington SPC (з високою кінетичною енергією та зупиняючою властивістю).